# Spring Mountains
Spring Mountains (în română Munții Izvor) este un lanț muntos de tipul sky island, care se găsește în sudul statului Nevada al Statelor Unite ale Americii, cu orientarea generală nord-vest spre sud-est, de-a lungul părții vestice a orașului Las Vegas și înspre granița statului Nevada cu statul California. Cel mai înalt vârf este Mount Charleston, cu 3.362 m altitudine.

## Etimologie
Lanțul montan este denumit după izvoarele numeroase care își au obârșia aici, multe dintre acestea găsindu-se în zona Parcului național Red Rock, aflat în partea estică a munților. Spring Mountains desparte bazinele hidrografice ale văilor Pahrump și cea a râului Amargosa de valea în care se găsește zona metropolitană Las Vegas. Întrucât aceste două râuri sunt afluenți ai fluviului Colorado, munții delimitează de fapt Marele Bazin.

## Generalități

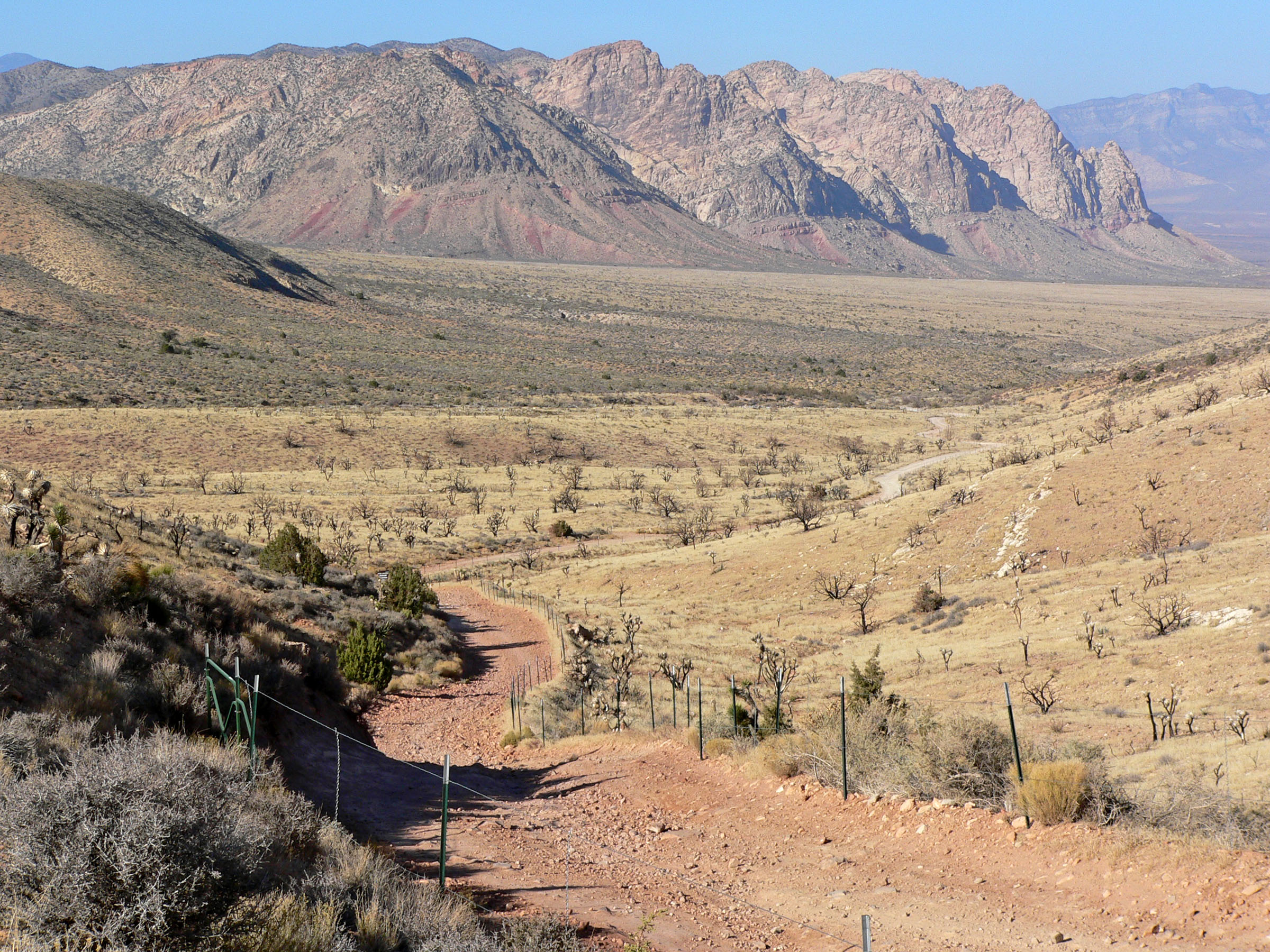
Trecătoarea Cottonwood

Cu o suprafață de aproape 2.200 km2 și cu o înălțime de aproape 3.300 m, acești munți cuprind o largă varietate de habitate, iar diversitatea biologică este probabil mai mare decât oriunde altundeva în Nevada. Astfel, sunt cunoscute 37 de specii de arbori (ceea ce depășește cu mult media statului), iar 600 de specii de plante au fost raportate numai din Zona de Conservare Națională a Canionului Red Rock. Baza acestor munți face parte din zona de jos a deșertului Mojave, dominată de larrea tridentata și de ambrosia dumosa, urmată o suprafață acoperită de coleogyne ramosissima. Aria coniferelor pitice cu ienupăr, pin și mahon de munte, precede o zonă alpină din jurul Muntelui Charleston și a crestelor sale.
Alte vârfuri importante sunt: piscul Bonanza, piscul McFarland, Muntele Mummy, piscul Griffith, Muntele Bridge, Muntele Wilson și Muntele Potosi.
Cea mai mare parte a terenului acestor munți este deținut de către Serviciul Forestier al Statelor Unite și de către Biroul Administrativ al Terenurilor, fiind administrat sub denumirea de Zona Recreațională Spring Mountains și Zona de Conservare Națională Canionul Red Rock în interiorul Pădurii Naționale Humboldt-Toiyabe.
Zona care înconjoară Muntele Charleston este protejată în programul Rezervația Naturală Muntele Charleston. De obicei mai rece cu 20–30 de grade decât valea de dedesubt, porțiunea este un refugiu popular pentru locuitorii și vizitatorii orașului Las Vegas. Stațiunea de ski și snowboard Las Vegas poate fi găsită pe autostrada 156 în Canionul Lee.

## Vedeți și
- Sky Island
- Madrean Sky Islands